# Tyttösaari (ö i Södra Savolax, Nyslott, lat 61,91, long 29,34)
Tyttösaari är en ö i Finland. Den ligger i sjön Puruvesi och i kommunen Nyslott i  landskapet Södra Savolax, i den sydöstra delen av landet, 300 km nordost om huvudstaden Helsingfors. Öns area är 1 hektar och dess största längd är 200 meter i sydöst-nordvästlig riktning.